# I'm So Happy
"I'm So Happy" är en låt av Salem Al Fakir. Den släpptes som fjärde singeln på albumet Ignore This den 28 februari 2011. I låten sjunger Al Fakir duett tillsammans med Josephine Bornebusch och den är vinjettmelodi till tv-serien Solsidan där även Bornebusch spelar en av huvudpersonerna. 